# Lucia Schmitz
Lucia Schmitz (* 15. April 2000 in Düsseldorf) ist eine deutsche Eishockeyspielerin, die derzeit bei den Mad Dogs Mannheim unter Vertrag steht. 
Schmitz debütierte in der Saison 2017/2018 für die U18-Nationalmannschaft. Seit der Saison 2018/2019 läuft sie für die Mad Dogs Mannheim auf. 2024 wurde sie erstmals für eine Frauen-Weltmeisterschaft nominiert.
Schmitz studiert Psychologie an der Universität Mannheim. Ihre ältere Schwester Tara Schmitz ist ebenfalls Eishockeyspielerin.